# HMS af Chapman (1888)
HMS af Chapman (ursprungligen Dunboyne, tidigare även G. D. Kennedy) är en tremastad fullriggare om 1 500 bruttoregisterton byggd i stål. Hon byggdes 1888 i Whitehaven i England för trafik på Australien. Hon såldes till Skandinavien 1908, tjänade som skolskepp 1915–1934 och var från 1949 till 2022 ett vandrarhem vid Skeppsholmen i Stockholm. Skeppet ligger fortfarande vid Skeppsholmen, men står 2025 tomt. Hon har 26 segel och 41,60 meter hög stormast.

## Historia

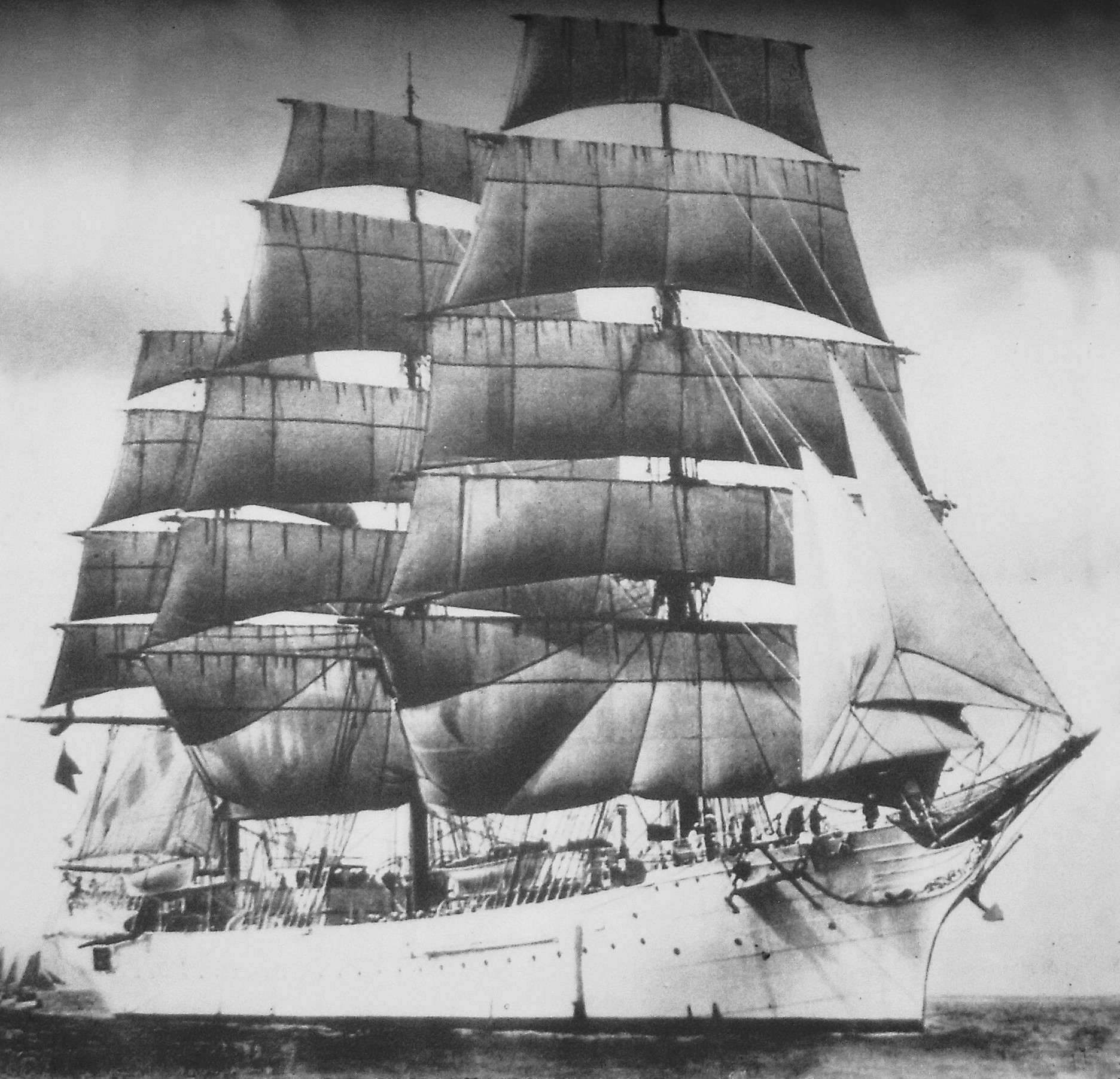
af Chapman som Dunboyne år 1900.

af Chapman byggdes som Dunboyne av Whitehaven Shipbuilding Company i Whitehaven i England för trafik på Australien för Charles E. Martin & Co i Dublin. År 1908 såldes hon till Leif Gundersen i Porsgrunn i Norge för 3625 pund. 1915 såldes hon till Emil Knudsen i Lillesand och samma år vidare till Rederiaktiebolaget Transatlantic för 7500 pund.
Transatlantic bytte skeppets namn till G.D. Kennedy, efter en av initiativtagarna till rederiet, George Douglas Kennedy, och byggde om fartyget för användning som skolskepp. Hon fick registernumret 5734 och signalen JVKL. Hon hade då Göteborg som hemmahamn och seglade med frakt på oceanfart, med plats för åtta befälselever. Utbildningen ombord var tvåårig. Att kombinera fraktfart med utbildning var vanligt under denna tid. Hon seglade mestadels mellan Skandinavien och Australien.
År 1923 såldes skeppet till svenska flottan och ändrades till övningsskepp under namnet HMS af Chapman efter en av 1700-talets stora skeppsbyggare, Fredrik Henrik af Chapman (1721–1808). År 1934 togs hon ur aktiv tjänst. Fartyget inköptes 1947 av Stockholms stad och är sedan 1949 förtöjt vid Skeppsholmen.

## Renovering 2006–2008
Fartyget genomgick en omfattande renovering från oktober 2006 till april 2008. Renoveringen, som var förlagd till Musköbasen, var ursprungligen planerad att ta nio månader men ändrades efter hand och totalt blev renoveringstiden det dubbla. af Chapman lades åter vid Skeppsholmen den 9 april 2008.

## Renovering 2021–2023
En ny renovering, för att upprätthålla säkerheten ombord och möjliggöra fortsatt vandrarhemsverksamhet, inleddes hösten 2021 på uppdrag av Stockholms stad. Enligt renoveringsplanen renoveras riggen 2021–2022, däcket 2021–2023 och till sist skrovet, inom en 5–8-årsperiod. Den 7 oktober 2021 bogserades af Chapman från Skeppsholmen till GV-dockan på Beckholmen inför den första etappen. Efter renoveringen ville kommunen höja hyra till en nivå som STF inte ansåg rimlig så 2023 och 2024 blev det inget boende ombord och i februari 2025 står Af Chapman fortfarande tom. 

## Bilder

Från land
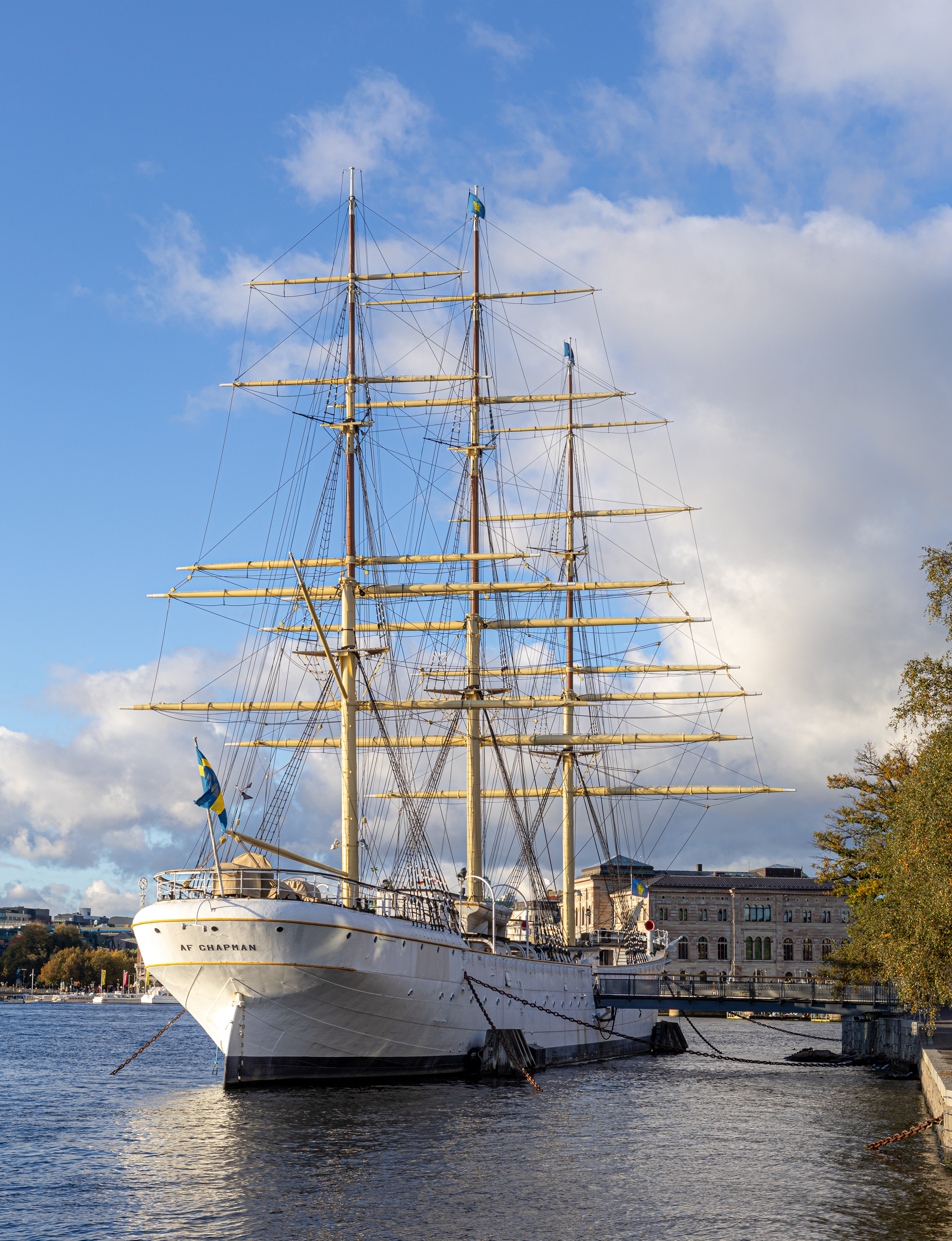
Af Chapman akterifrån i oktober 2024.
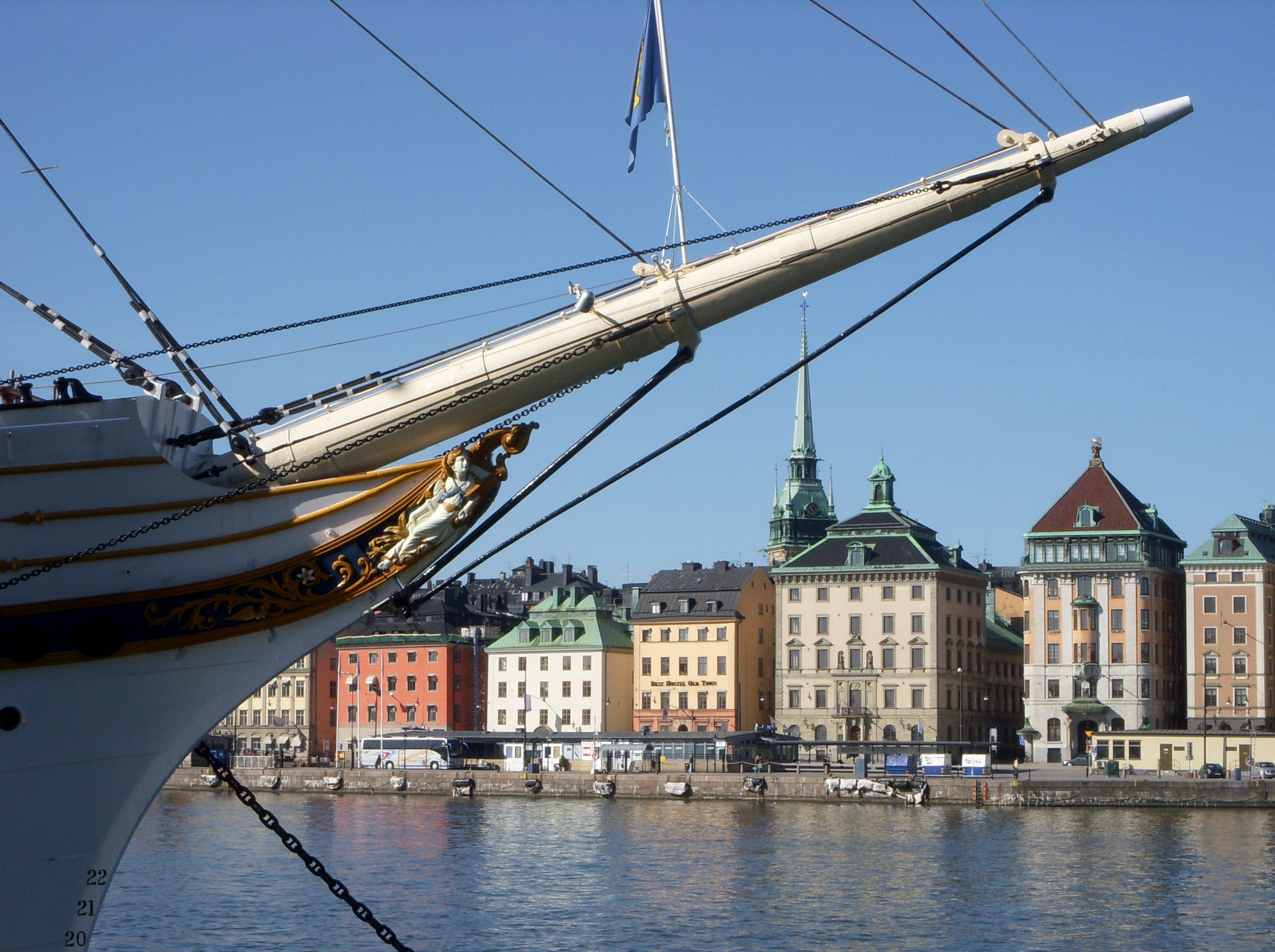
af Chapmans stäv, april 2009.
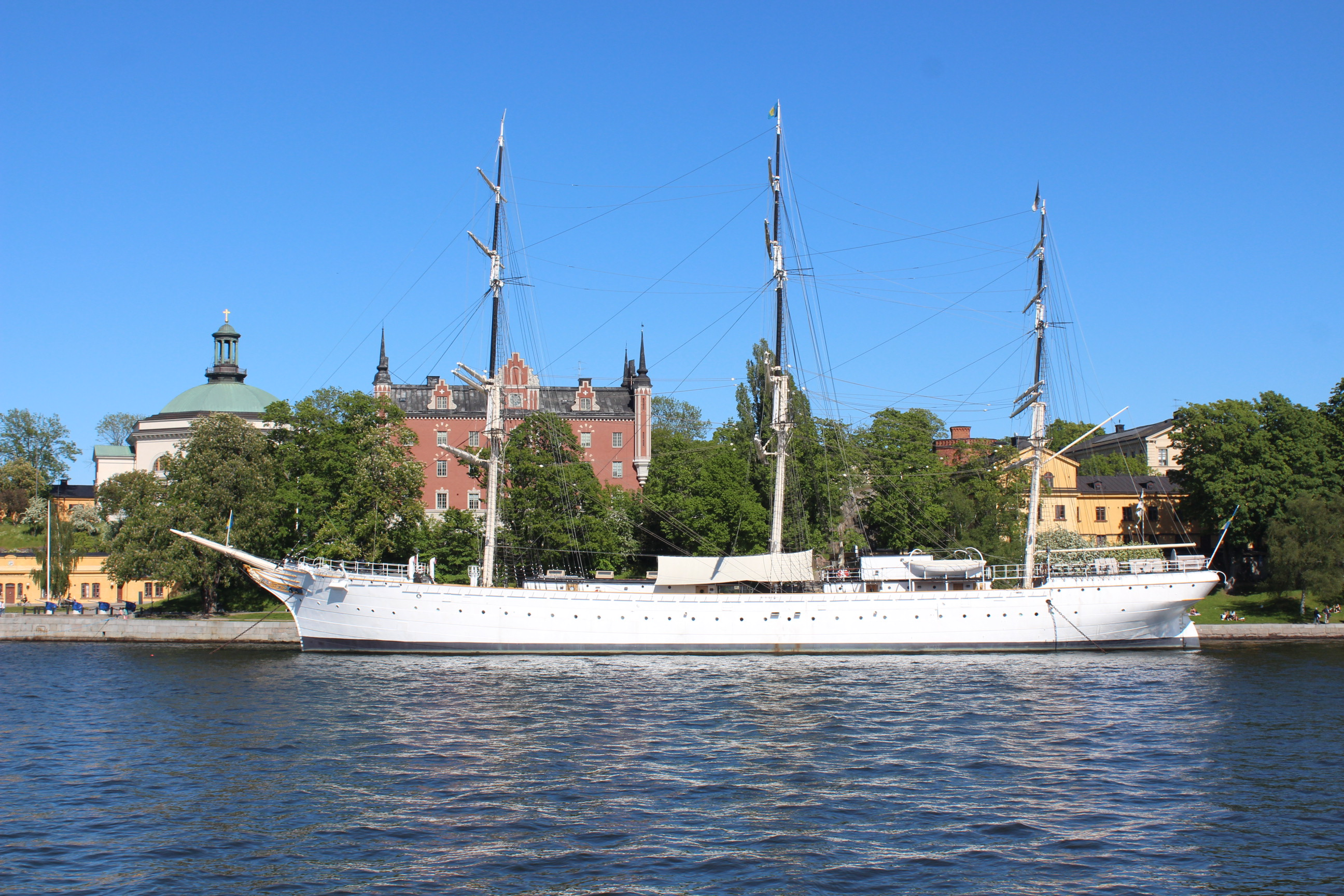
af Chapman, sedd från Gamla stan, juni 2015.
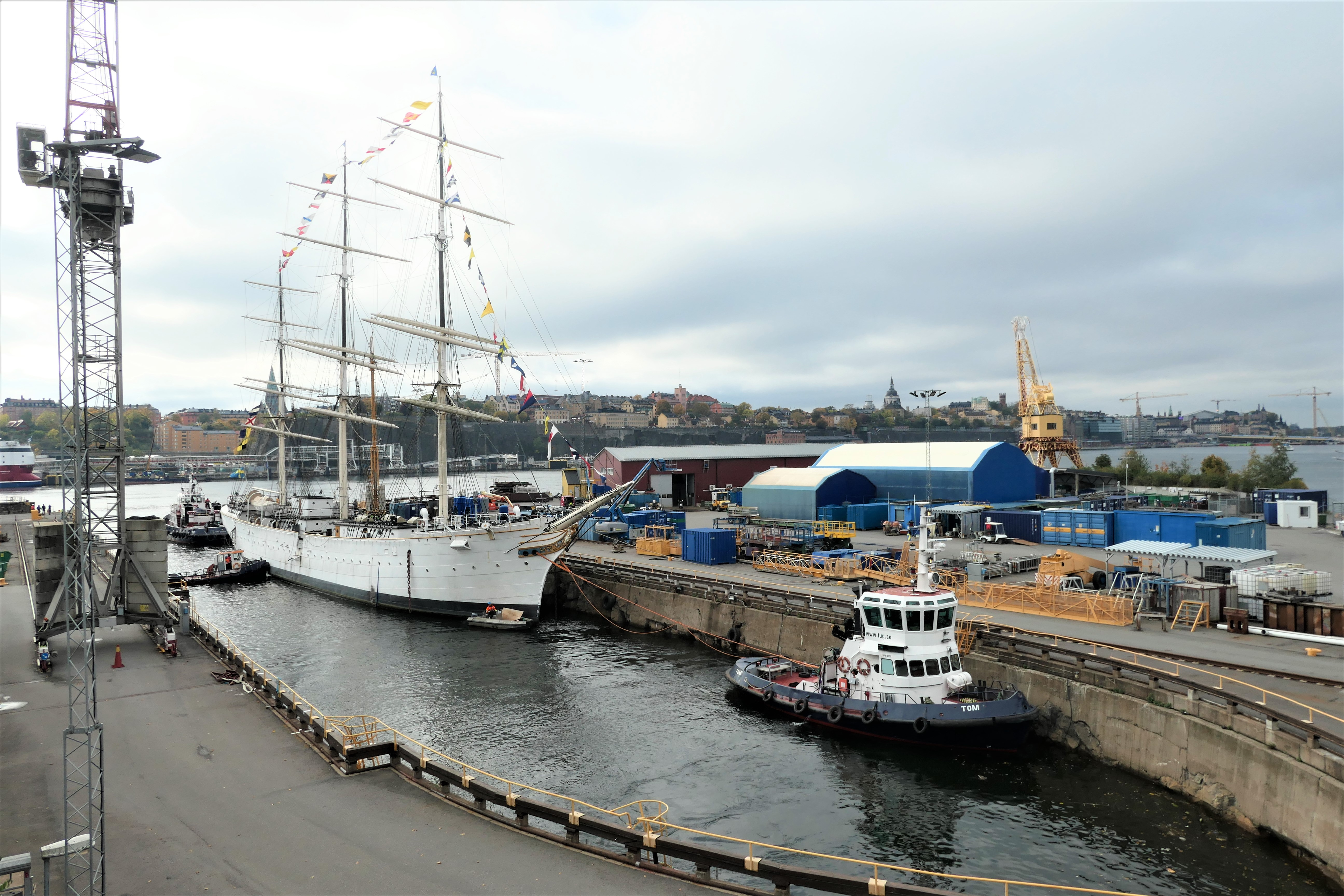
af Chapman i GV-dockan för renovering oktober 2021.

Ombord
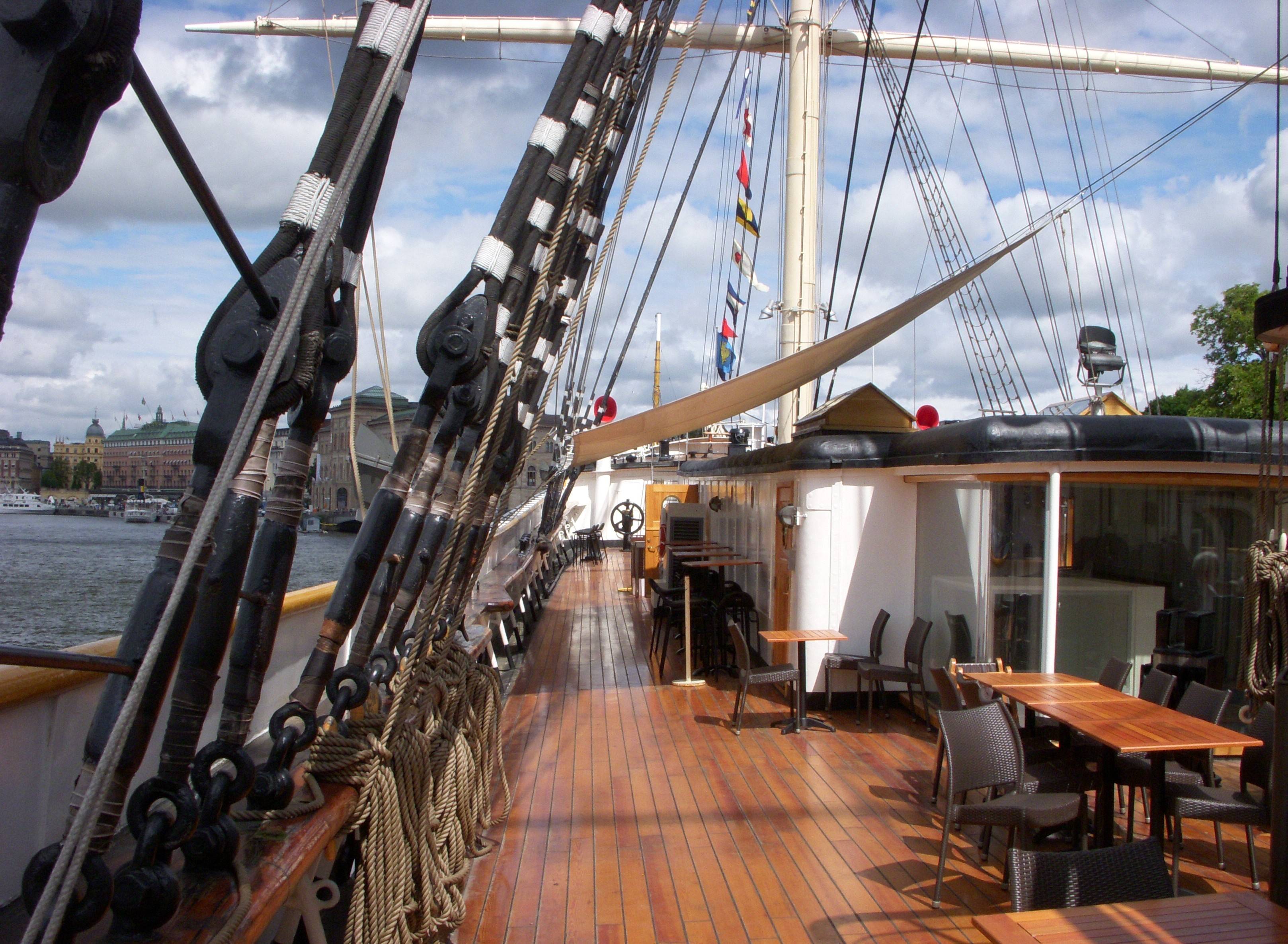
af Chapmans babord sida.
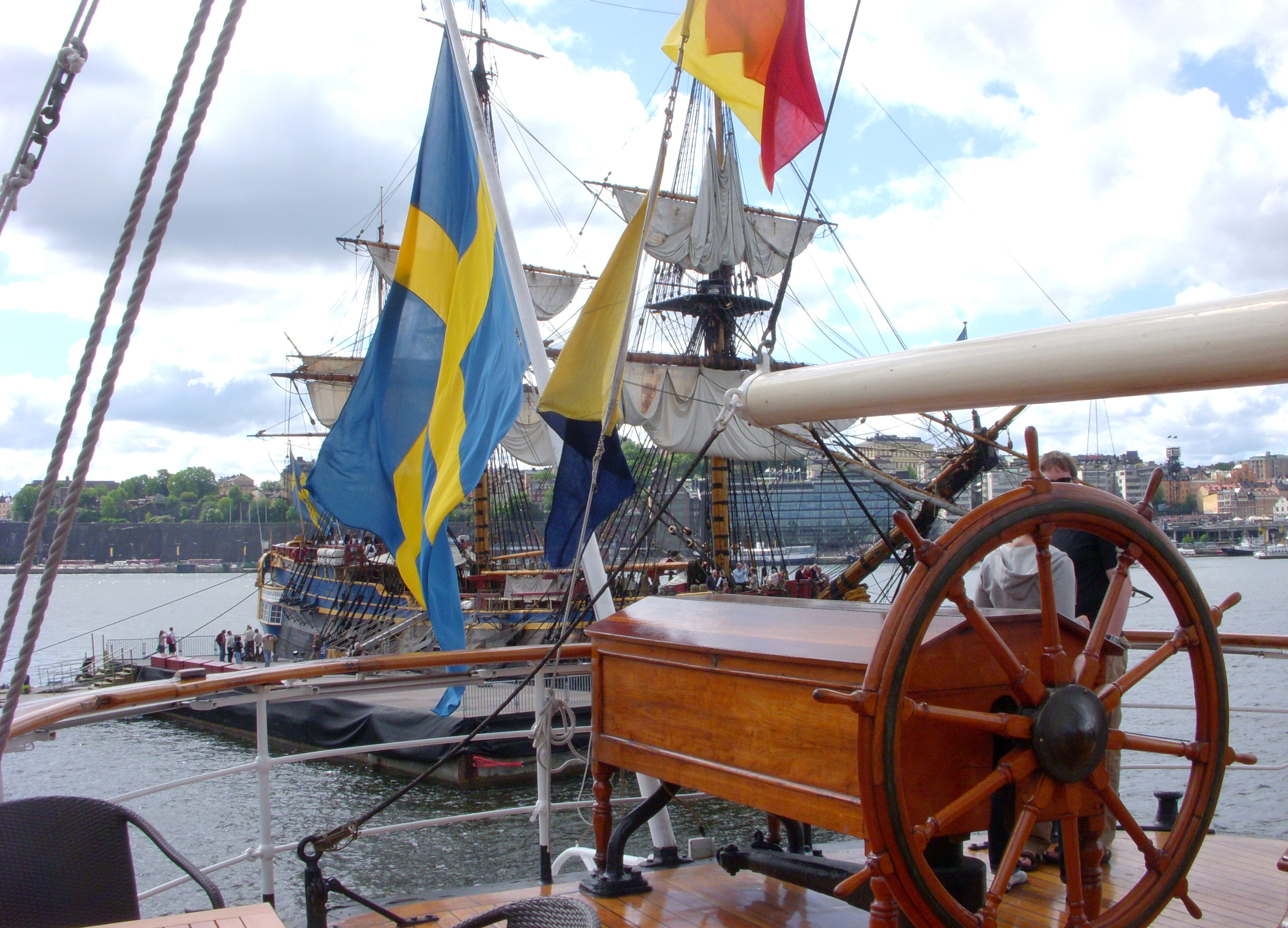
af Chapmans roder.
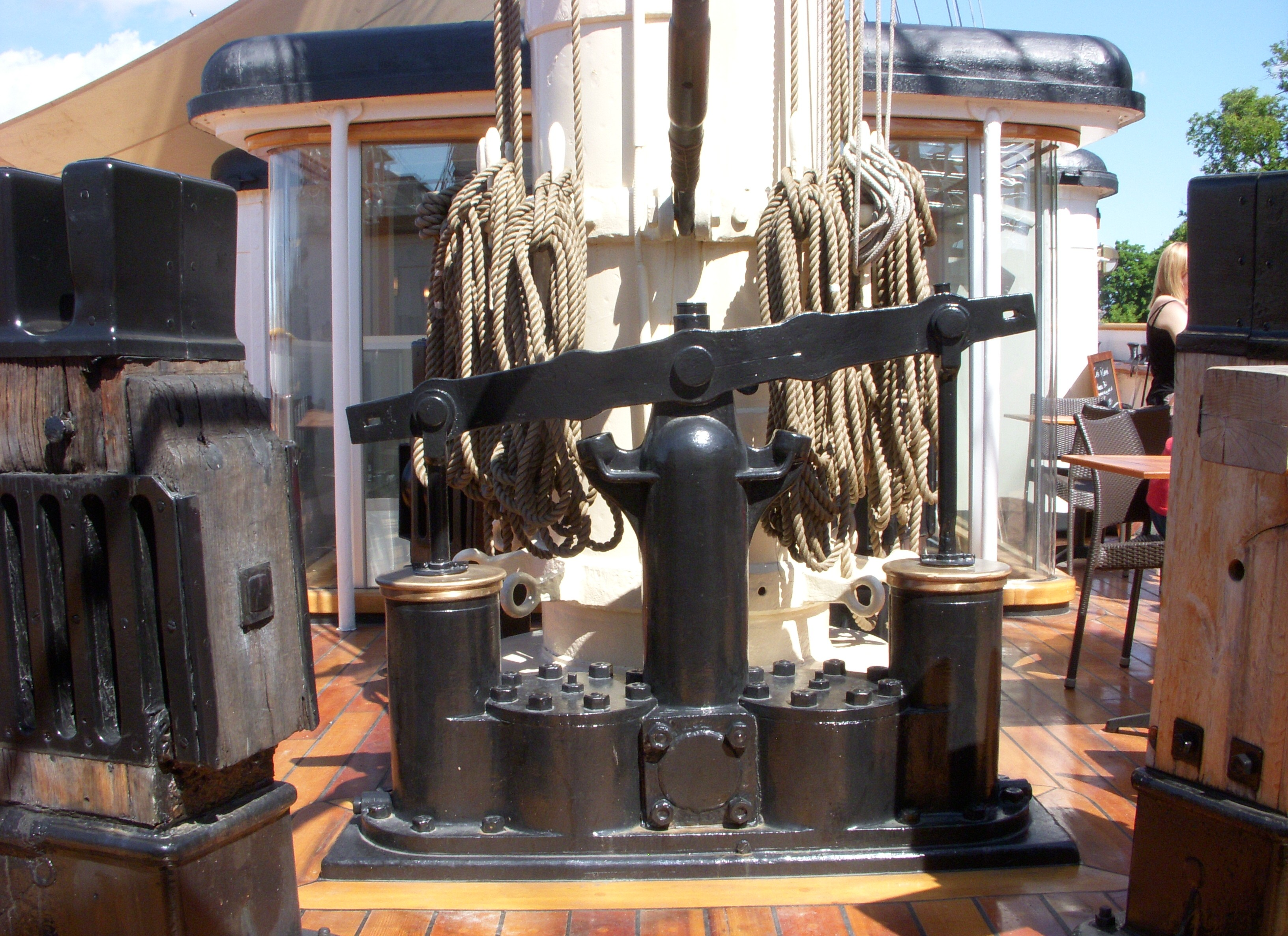
af Chapmans länspump.
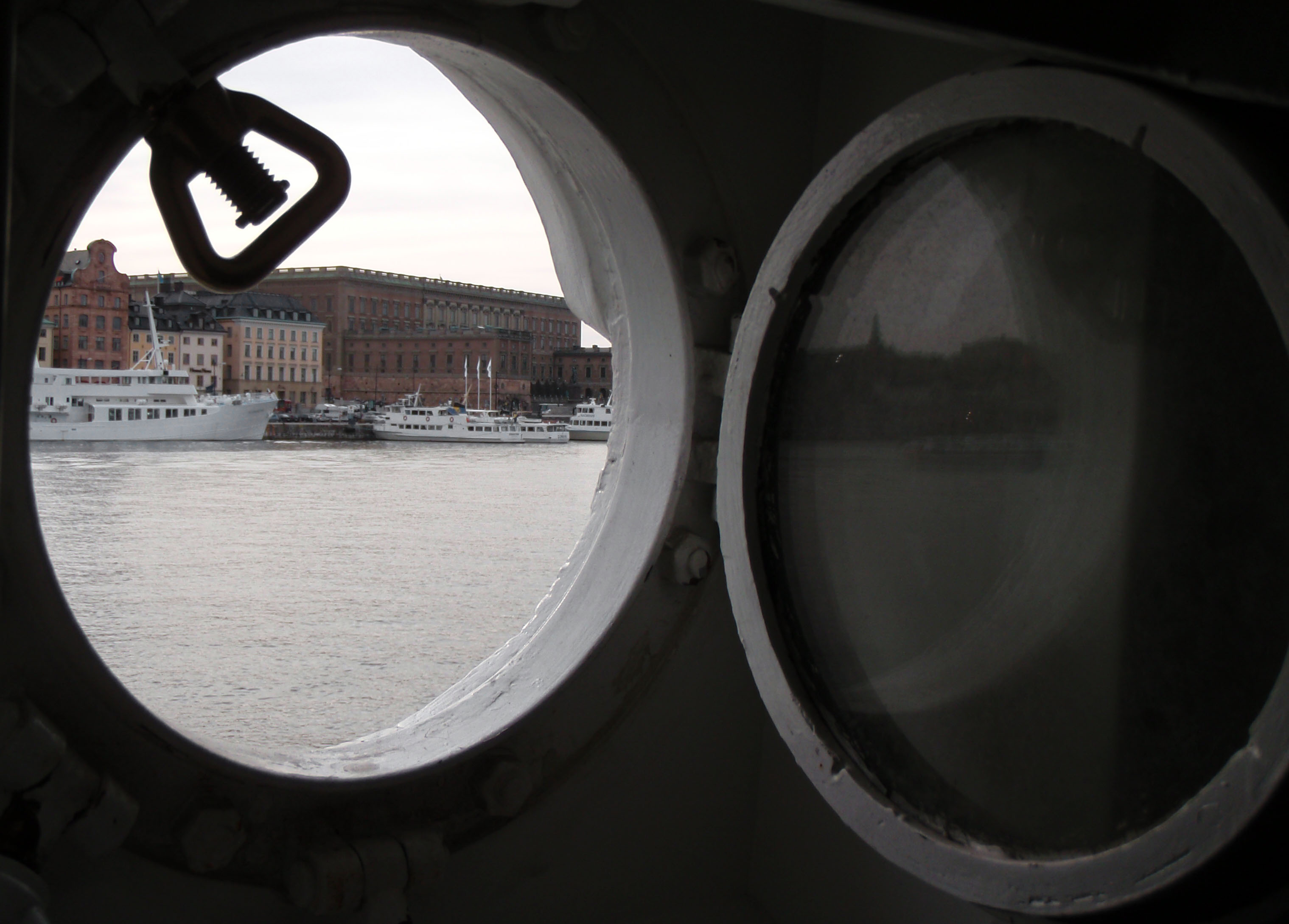
Skeppsbron och Stockholms slott.

Detaljer
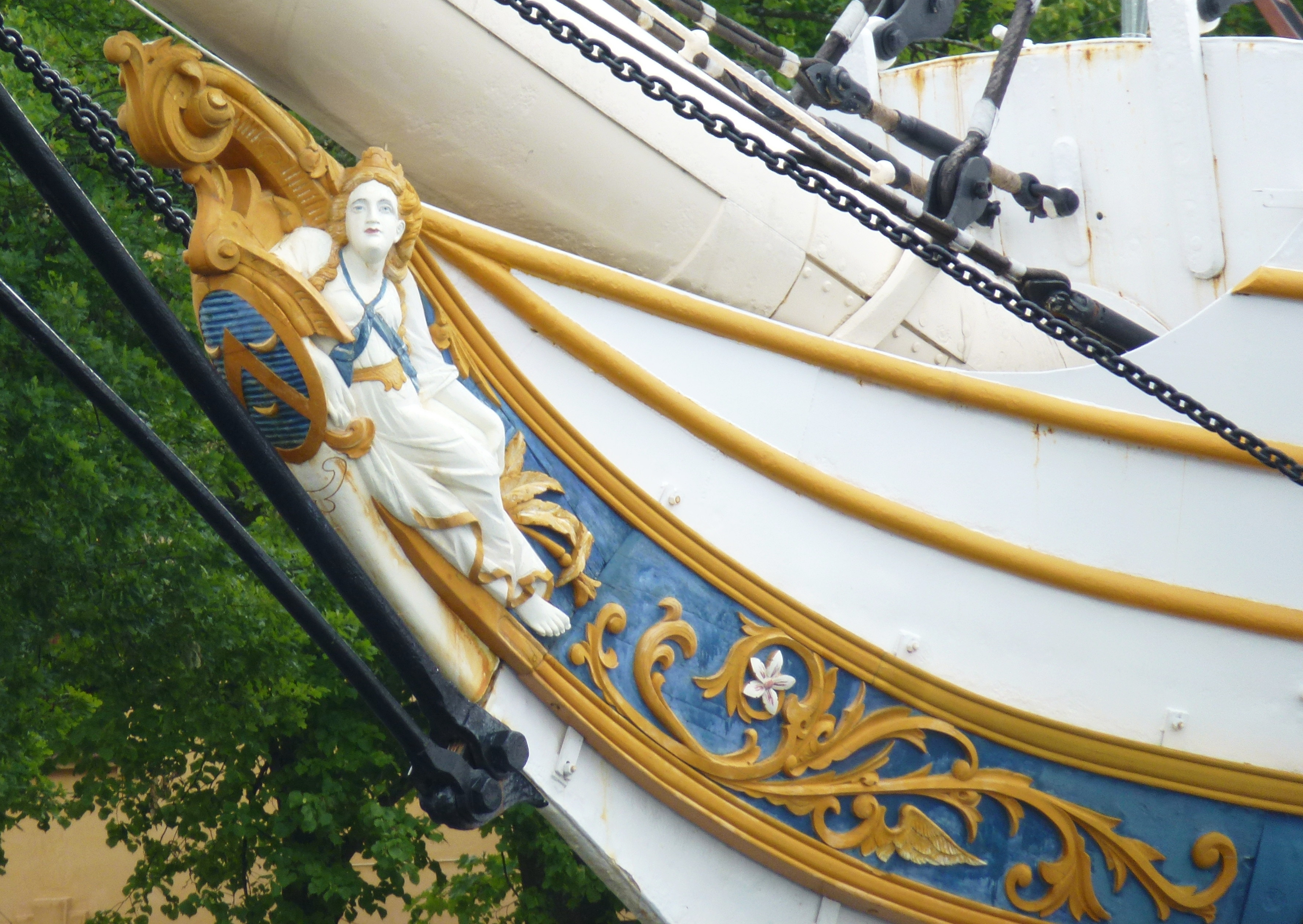
af Chapmans galjonsfigur.
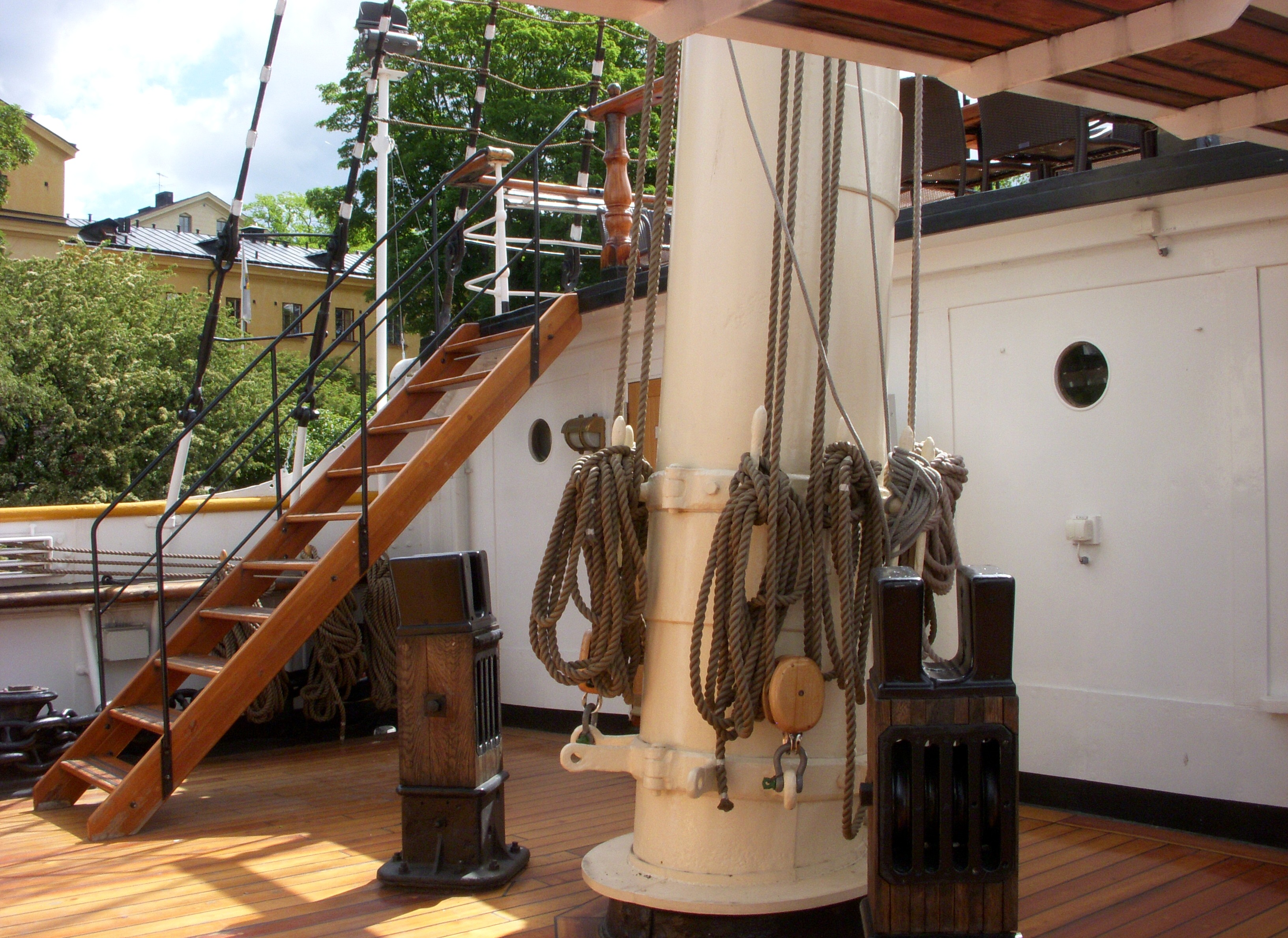
af Chapmans mast.
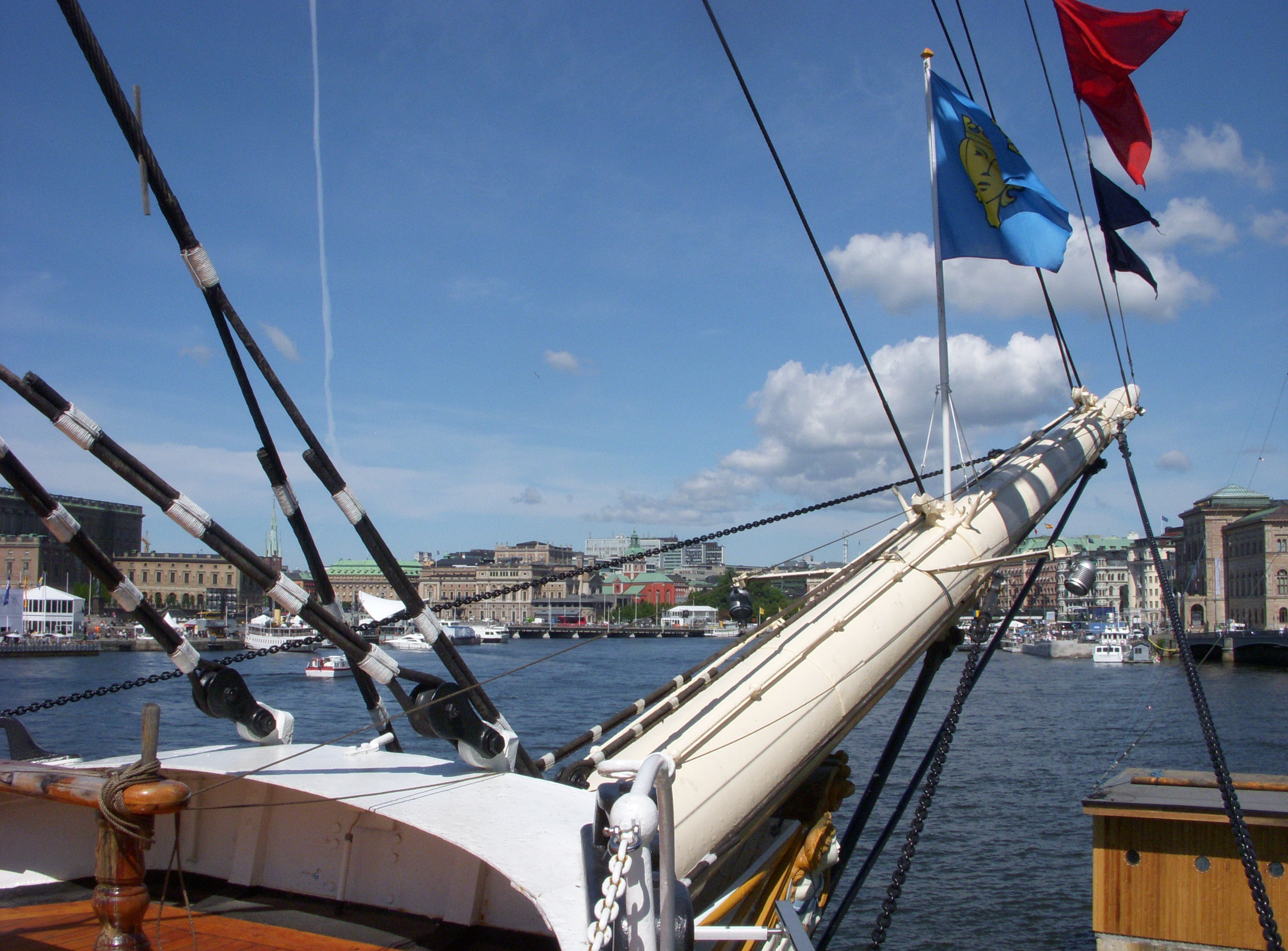
af Chapmans klyvarbom.
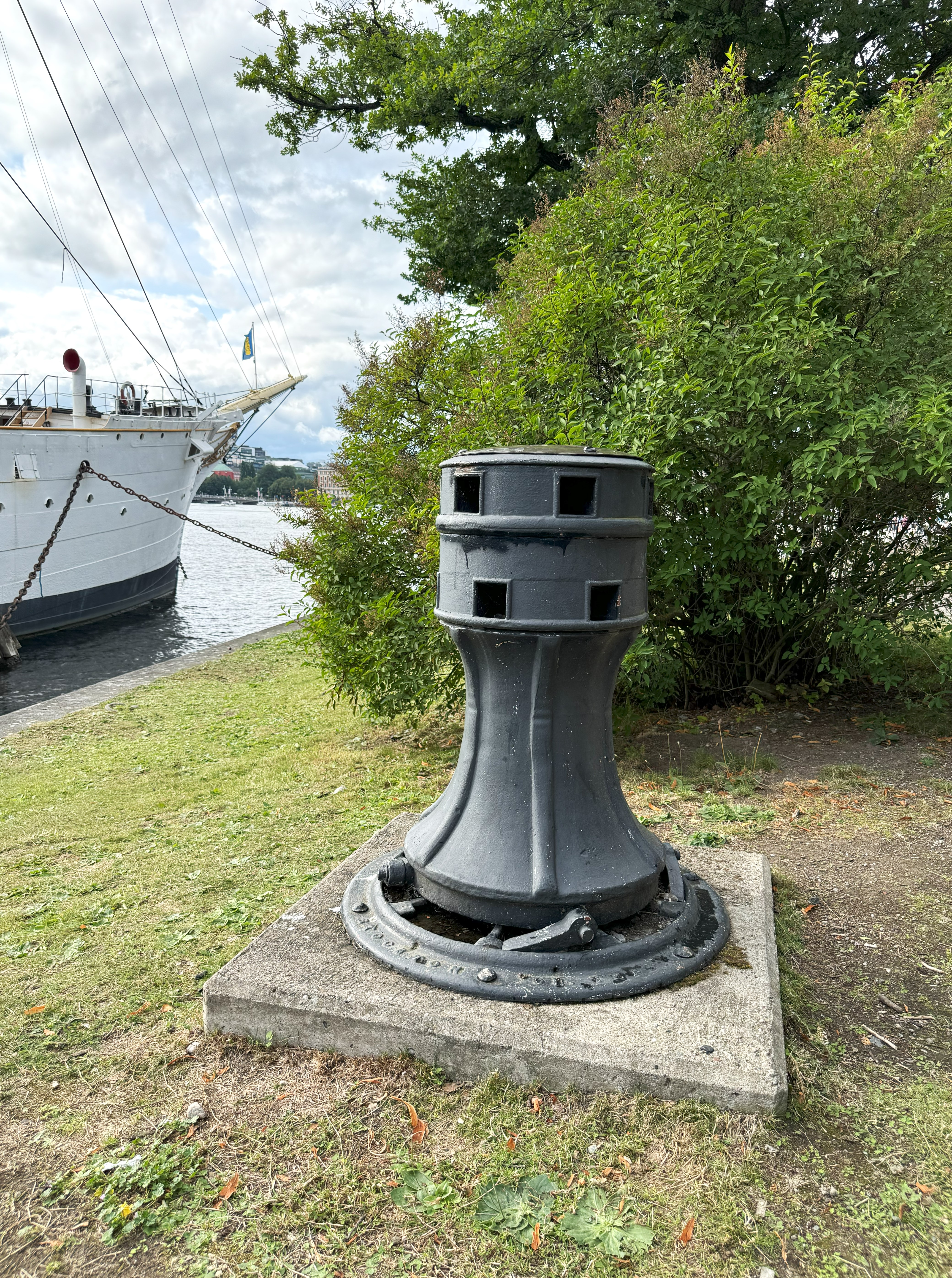
af Chapmans gångspel.